# Zonnebeke
Zonnebeke ist eine belgische Gemeinde im Arrondissement Ypern der Provinz Westflandern. Die Gemeinde gehört zur Region Flandern und zur Flämischen Gemeinschaft. Zonnebeke liegt etwa 8 km östlich von Ypern, 15 km nördlich der französischen Grenze und 20 km nördlich von Lille auf dem Midden–West–Vlaamse–Heuvelrug (dt. Hügelrücken). Die Gemeinde besteht aus dem Hauptort Zonnebeke und den Ortsteilen Beselare, Geluveld, Passendale und Zandvoorde. Die höchste Erhebung ist der Zandberg (64 m) in Geluveld. Bei einer Fläche von 67,57 km² hat Zonnebeke 12.705 Einwohner (Stand 1. Januar 2024).

## Gemeindegliederung

Ortsteile der Gemeinde Zonnebeke und angrenzende Gemeinden

| #   | Name       | Fläche (ha) | Einwohner (2014) |
| --- | ---------- | ----------- | ---------------- |
| I   | Zonnebeke  | 16,55       | 4.472            |
| II  | Beselare   | 14,33       | 2.684            |
| III | Geluveld   | 7,79        | 1.553            |
| IV  | Passendale | 22,22       | 3.152            |
| V   | Zandvoorde | 6,68        | 521              |

| # | Ortsname       | Gemeinde              |
| - | -------------- | --------------------- |
| a | Moorslede      | Moorslede             |
| b | Dadizele       | Moorslede             |
| c | Geluwe         | Wervik                |
| d | Wervik         | Wervik                |
| e | Comines        | Comines-Warneton      |
| f | Houthem        | Comines-Warneton      |
| g | Hollebeke      | Ypern                 |
| h | Zillebeke      | Ypern                 |
| i | Ypern          | Ypern                 |
| j | Langemark      | Langemark-Poelkapelle |
| h | Poelkapelle    | Langemark-Poelkapelle |
| l | Westrozebeke   | Staden                |
| m | Oostnieuwkerke | Staden                |
| n | Roeselare      | Roeselare             |

## Geschichte

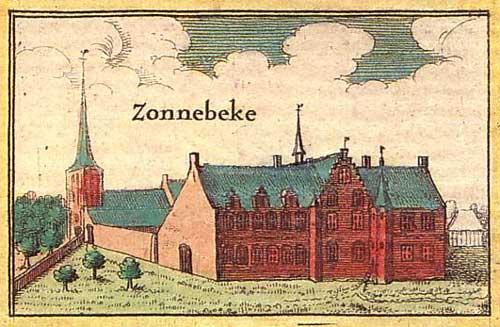
Die Augustinerabtei; kolorierte Gravur von Joan Blaeu, 1641

Der Hügelkamm in Zonnebeke bildete in vorchristlicher Zeit die Grenze zwischen den Stammesgebieten der Moriner und der Menapier. An verschiedenen Orten wurden auch Spuren aus römischer Besatzungszeit gefunden. Nach der Christianisierung fungierte diese geografische Besonderheit in der Region als Trennungslinie zwischen den Bistümern
Doornik und Terwaan. Im Mittelalter war Zonnebeke wiederholt der Schauplatz blutiger Gefechte, so 1382 zwischen dem Heer des französischen Königs und den Gentern unter der Führung von Filips van Artevelde.
Zonnebeke wurde erstmals urkundlich erwähnt, als 1072 hier die Stiftung eines Kapitels durch Bischof Drogo van Terwaan erfolgte. Anfangs mit drei Kanonikern ausgestattet, waren es 1110 schon sieben, die das Stift unterhielten und weiter entwickelten. 1142 wurde daraus eine Abtei, die sich der Regel des Augustinus verpflichtete, wie sie der Orden von Arrouaise schon vorlebte. Auf dem Platz, wo sich heute die Onze-Lieve-Vrouwekerk befindet, stand die Klosterkirche. In einem Waldgebiet in der Nähe wurde 1101 ein Benediktinerinnenkloster gegründet, die sogenannte Nonnenbosabtei.
Während des reformatorischen Bildersturms 1566 wurden beide Abteien verwüstet. Ein weiterer Überfall 1579 führte dazu, dass die Klosterbewohner in Ieper Zuflucht suchten. In der Folge von Plünderungen durch Söldner und Epidemien entvölkerte sich die Region zunehmend, bis 1608 Carolus de Boisot als neuer Abt die Klosterführung übernahm: Die Mönche, die geflüchtet waren, kehrten 1609 zurück und brachten die Abtei zu neuer Blüte, unter anderem durch den Wiederaufbau der Kirche und die Gründung einer Schule. Die Abtei blieb das kulturelle und ökonomische Zentrum des Dorfes, bis zur Besetzung des Landes durch die Franzosen. Als sie die Abtei 1796 konfiszierten, wurden die Mönche vertrieben und die Klostergebäude und -güter sowie der dazugehörige Grund veräußert.
Bis auf die Kirche, die Abtswohnung und den Abteihof wurden im ersten Viertel des 19. Jahrhunderts alle Gebäude abgerissen. Die übriggebliebenen Bauwerke wurden im Ersten Weltkrieg zerstört, als das Gebiet stark umkämpft wurde. Zonnebeke befand sich nach der 1. Ypernschlacht unter deutscher Kontrolle (siehe auch Kampf um Höhe 60), wurde aber in der 3. Ypernschlacht 1917 von der britischen Armee (woran Verbände aus dem Vereinigten Königreich, Kanada sowie das ANZAC-Korps beteiligt waren) nach schweren Verlusten erobert. Da die Schlacht mit der Eroberung des Dorfes und heutigen Teils von Zonnebeke Passendale oder Passchendaele endete, wird die gesamte Schlacht zum Teil mit dem Synonym Passchendaele bezeichnet. Die Kämpfe hinterließen eine Wüstenlandschaft.
Bei Zonnebeke gibt es zahlreiche Denkmale und Soldatenfriedhöfe der Gefallenen des Ersten Weltkrieges, unter anderen das Tyne Cot Commonwealth War Graves Cemetery and Memorial to the Missing, auf dem mindestens 11.900 Soldaten begraben liegen.

## Persönlichkeiten
- Jules Destrooper (1856–1934), Bäcker und Gründer der Biscuiterie Jules Destrooper, wurde im Dorf Beselare geboren.
- Mario Vandenbogaerde (* 1973), Dartspieler
- Leander Dendoncker (* 1995), Fußballer